# Condominium des îles Canton et Enderbury
1939–1979
Entités suivantes :
- Kiribati

Le condominium des îles Canton et Enderbury (en anglais : Canton and Enderbury Islands) était un condominium  anglo-américain situé au Nord de l'archipel des îles Phœnix, concernant spécifiquement les atolls éloignés de Canton et Enderbury.
Au sortir de la Seconde Guerre mondiale, ces deux îles étaient des bases navales et aériennes vitales sur la route entre l'Amérique et les Philippines et l'Australie et ont été revendiquées par le Royaume-Uni et les États-Unis. L'île d'Enderbury avait même l'objet du programme de colonisation des îles américaines équatoriales avec l'installation en 1938 de quatre colons américains. Les îles Phoenix étaient toujours revendiquées par les États-Unis en vertu de la Guano Islands Act et par les Britanniques les incluant au sein des Territoires britanniques du Pacifique occidental.
Les deux puissances s'accordent en 1939 alors pour gérer ce petit territoire sous forme d'un condominium pour une durée de 50 ans, administré par deux officiers de chaque pays. L'aérodrome construit sur Canton sera desservi par une compagnie américaine en échange d'un versement d'une redevance à l'aviation britannique. L'île Hull (Orona) sera également inclus en 1970 dans la zone après le départ des quelques colons britanniques  à partir de 1963.
Le condominium aura le code réservé CT attribué dans la norme ISO 3166-1.
En juillet 1979, les îles Gilbert deviennent indépendantes et l'État prend le nom de Kiribati. En septembre 1979, les États-Unis abandonne toute revendication sur les îles au travers de la signature du Traité de Tarawa. D'autres îles comme Howland ou Baker sont toujours sous tutelle américaines.